# Колокольчик альпийский
Колоко́льчик альпи́йский (лат. Campanula alpina) — растение из рода Колокольчик, семейства Колокольчиковые.

## Ботаническое описание

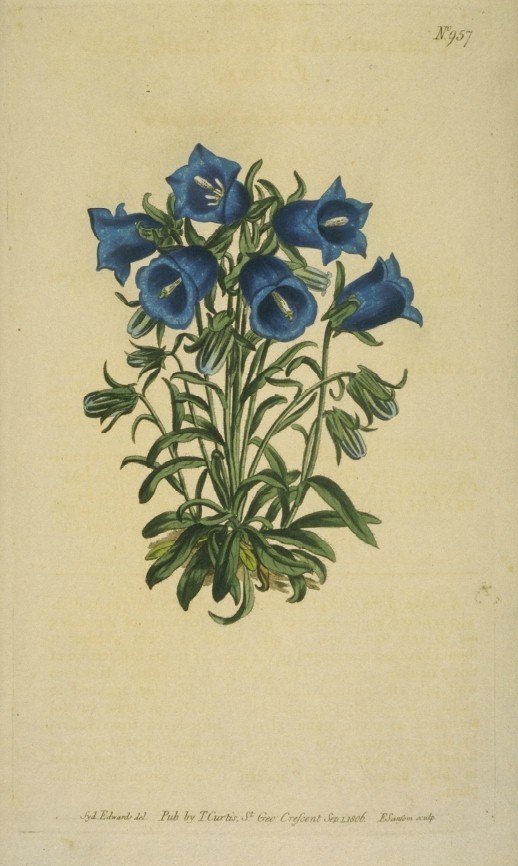
Ботаническая иллюстрация из журнала «Curtis's Botanical Magazine», 1806, vol. 24

Колокольчик альпийский — травянистое растение высотой от 5 до 15 см. Стебель — прямостоячий.
Цветки — сине-фиолетового цвета, собраны по несколько штук в рыхлые соцветия. Плод — коробочка.
Цветёт с июля по август.

## Распространение
Встречается в Центральной и Южной Европе, на Украине.